# Кубок Мітропи 1934
Кубок Мітропи 1934 — восьмий розіграш Кубка Мітропи. У ньому брали участь команди з Австрії, Угорщини, Італії і Чехословаччини. Кількість учасників змагань вперше було розширено до шістнадцяти, замість восьми в усіх попередніх розіграшах. Кожну країну представляли команди, що посіли чотири перших місця у національному чемпіонаті, окрім Австрії, де одна путівка була розіграна у спеціальному турнірі для команд, що посіли місця з четвертого по сьоме. Виграв цей турнір якраз сьомий клуб за підсумками чемпіонату — «Флорідсдорфер».
Переможцем змагань вдруге у своїй історії став клуб «Болонья», котрий у фіналі переграв австрійську «Адміру» з загальним рахунком 7:4. Найкращим бомбардиром змагань став нападник «Болоньї» Карло Регуццоні, що забив 10 м'ячів.

## 1/8 фіналу
| Команда 1        | Заг. | Команда 2         | 1-й матч | 2-й матч |
| ---------------- | ---- | ----------------- | -------- | -------- |
| Аустрія (Відень) | 2:4  | Уйпешт            | 1:2      | 1:2      |
| Хунгарія         | 11:8 | Спарта (Прага)    | 4:5      | 2:1      |
| Ференцварош      | 10:1 | Флорідсдорфер     | 8:0      | 2:1      |
| Ювентус          | 5:2  | Тепліцер          | 4:2      | 1:0      |
| Кладно           | 4:3  | Амброзіана-Інтер  | 1:1      | 3:2      |
| Болонья          | 3:2  | Бочкаї (Дебрецен) | 2:0      | 1:2      |
| Адміра (Відень)  | 7:2  | Наполі            | 0:0      | 2:2      |
| Славія (Прага)   | 2:4  | Рапід (Відень)    | 1:3      | 1:1      |
| Хунгарія         | 4:4  | Спарта (Прага)    | 2:1      | 1:2      |

### Перші матчі
| 16 червня 1934 | Аустрія (Відень)               | 1:2        | Уйпешт                             | Відень                                                          |  |
| 18:00 CET | Сінделар 16' (пен.) Фіртль 78' | (протокол) | Кочиш 3' Сабо 30' (пен.) Шереш 78' | Стадіон: Пратерштадіон Глядачі: 12 000 Суддя: Раффаеле Скорцоні |  |
| Аустрія: Вільгельм Мюлльнер, Карл Граф, Ернст Кайт, Маттіас Наємнік, Ганс Мок, Карл Галль, Йозеф Мольцер, Йозеф Штро, Маттіас Сінделар, Віктор Шпехтль, Рудольф Фіртль, тренер: Йозеф Блум Уйпешт: Дьордь Горі, Дьюла Футо, Ласло Штернберг, Дьюла Шереш, Дьордь Сюч, Анталь Салаї, Іштван Тамашши, Ференц Пустаї, Паль Явор, Геза Кочиш, Габор Сабо, тренер: Іштван Тот |                                |            |                                    |                                                                 |  |

| 17 червня 1934 | Хунгарія                           | 4:5        | Спарта (Прага)                                 | Будапешт                                                         |  |
| | Тіткош 10' 23' Турай 20' Дудаш 73' | (протокол) | Грушка 1' 50' Фацінек 14' 28' Дудаш 34' (авт.) | Стадіон: «Хунгарія керут» Глядачі: 6000 Суддя: Ганс Франкенштайн |  |
| Хунгарія: Анталь Сабо, Дьюла Манді, Карой Кіш, Імре Егрі, Густав Шебеш, Янош Дудаш, Ласло Феньвеші, Іштван Кардош, Ласло Чех, Йожеф Турай, Паль Тіткош, тренер: Імре Шенкей Спарта: Рудольф Франц, Ярослав Бургр, Йозеф Чтиршокий, Йозеф Коштялек, Ярослав Боучек, Еріх Србек, Вацлав Грушка, Фердинанд Фацінек, Раймон Брен, Олдржих Неєдлий, Геза Калочаї, тренер: Франтішек Седлачек |                                    |            |                                                |                                                                  |  |

| 17 червня 1934 | Ференцварош                                                                       | 8:0        | Флорідсдорфер | Будапешт                                          |  |
| | Кемень 2' 34' Раткаї 14' Тольді 22' Польгар 26' Шароші 58' 62' Бернард 76' (авт.) | (протокол) |               | Стадіон: Іллеї ут Глядачі: 10 000 Суддя: Ян Бізик |  |
| Ференцварош: Йожеф Хада, Нандор Бан, Лайош Кораньї, Анталь Ліка, Янош Море, Дьюла Лазар, Карой Раткаї, Дьюла Польгар, Дьордь Шароші, Геза Тольді, Тібор Кемень, тренер: Золтан Блум Флорідсдорфер: Карл Шарль, Йозеф Бернард, Рудольф Шлауф, Йоганн Мюллер, Йоганн Гоффманн, Франц Радакович, Йоганн Вайс, Франц Хлоупек, Карл Грабер, Йоганн Досталь, Карл Лангер, тренер: Карл Їсда |                                                                                   |            |               |                                                   |  |

| 1/8 17 червня 1934 | Ювентус                                 | 4:2        | Тепліцер                  | Турин                                                          |  |
| 16:00 CET | Борель 29' Чезаріні 38' 42' Феррарі 58' | (протокол) | Габерштро 6' Мілльнер 52' | Стадіон: Беніто Муссоліні Глядачі: 11 000 Суддя: Міхай Іванчич |  |
| Ювентус: Джанп'єро Комбі (к), Вірджиніо Розетта, Умберто Калігаріс, Джованні Варльєн, Маріо Варльєн, Луїджі Бертоліні, Педро Сернаджотто, Ренато Чезаріні, Феліче Борель, Джованні Феррарі, Раймундо Орсі, тренер Карло Каркано Тепліцер: Честмір Патцель, Генріх Шепке, Вільгельм Нагловський, Франц Кованц, Мартін Ватцата, Віллі Мізера, Карл Габерштро, Єне Рот, Томаш Порубський (к), Йозеф Мілльнер, Рудольф Цозель |                                         |            |                           |                                                                |  |

| 1/8 17 червня 1934 | Кладно               | 1:1        | Амброзіана-Інтер | Кладно                                                         |  |
| | Бубенічек 88' (пен.) | (протокол) | Меацца 27'       | Стадіон: «Стадіон Кладно» Глядачі: 15 000 Суддя: Алоїз Беранек |  |
| Кладно: Карел Тихий, Франтішек Неєдлий, Еміль Габр, Вацлав Боушка, Карел Краус, Антонін Черний, Вацлав Врага, Франтішек Клоз, Мирослав Прогазка, Франтішек Бубенічек, Йозеф Юнек, тренер: Йозеф Плетиха Амброзіана-Інтер: Карло Черезолі, Паоло Агостео, Луїджі Аллеманді, Альфредо Пітто, Джованні Баттістоні, Армандо Кастеллацці, Франсиско Фріоне, Аттіліо Демарія, Джузеппе Меацца, Альфредо Маццоні, Еліджо Веккі, тренер: Дьюла Фельдманн |                      |            |                  |                                                                |  |

| 17 червня 1934 | Болонья                  | 2:0        | Бочкаї (Дебрецен) | Болонья                                                  |  |
| | Регуццоні 3' Ск'явіо 31' | (протокол) |                   | Стадіон: Літторале Глядачі: 12 000 Суддя: Августин Крист |  |
| Болонья: Маріо Джанні, Еральдо Мондзельйо, Феліче Гаспері, Альдо Донаті, Франческо Окк'юцці, Гастоне Мартеллі, Бруно Маїні, Джордано Корсі, Анджело Ск'явіо, Франсиско Федулло, Карло Регуццоні, тренер: Лайош Ковач Бочкаї: Дьюла Альберті, Йожеф Ваго, Йожеф Янжо, Іштван Палоташ, Ференц Одрі, Золтан Санізло, Імре Маркош, Єне Вінце, Паль Телекі, Іштван Доце, Шандор Гевеші, тренер Бела Яношші |                          |            |                   |                                                          |  |

| 17 червня 1934 | Адміра (Відень) | 0:0        | Наполі | Відень                                                        |  |
| 18:00 CET |                 | (протокол) |        | Стадіон: Пратерштадион Глядачі: 10 000 Суддя: Богумил Женишек |  |
| Адміра: Петер Пляцер, Роберт Павлічек, Антон Янда, Йозеф Міршицка, Карл Гуменбергер, Йоганн Урбанек, Леопольд Фогль, Вільгельм Ганеманн, Карл Штойбер, Леопольд Факко, Адольф Фогль, тренер: Йоганн Сколаут Наполі: Джузеппе Каванна, Джованні Вінченці, Луїджі Кастелло, Маджоріно Монджеро, Енріко Коломбарі, Енріко Рівольта, Умберто Візентін, Антоніо Вояк, Аттіла Саллустро, Джино Россетті, П'єтро Ферраріс, тренер Вільям Гарбатт |                 |            |        |                                                               |  |

| 19 червня 1934 | Славія (Прага) | 1:3        | Рапід (Відень)              | Прага                                                    |  |
| 18:15 CET | Свобода 63'    | (протокол) | Гохрайтер 39' 48' Біцан 76' | Стадіон: Летна Глядачі: 30 000 Суддя: Ріналдо Барлассіна |  |
| Славія: Франтішек Планічка, Ладислав Женишек, Адольф Фіала, Антонін Водічка, Адольф Шимперський, Яромір Скала, Франтішек Юнек, Франтішек Свобода, Їржі Соботка, Властимил Копецький, Антонін Пуч, тренер Кальман Конрад Рапід: Рудольф Рафтль, Карл Єстраб, Леопольд Цейка, Франц Вагнер, Йозеф Смістик, Ганс Пессер, Йоганн Остерманн, Карл Гохрайтер, Йозеф Біцан, Франц Біндер, Алоїз Оренбергер, тренер Едуард Бауер |                |            |                             |                                                          |  |

| 8 липня 1934 | Хунгарія          | 2:1        | Спарта (Прага)            | Будапешт                                                           |  |
| | Турай 16' Чех 56' | (протокол) | Фацінек 49' Чтиршокий 63' | Стадіон: «Хунгарія керут» Глядачі: 10 000 Суддя: Ганс Франкенштайн |  |
| Хунгарія: Анталь Сабо, Дьюла Манді, Шандор Біро, Янош Сабо, Густав Шебеш, Карой Кіш, Ласло Феньвеші, Ласло Чех, Йожеф Турай, Янош Дудаш, Паль Тіткош, тренер Імре Шенкей Спарта: Богумил Кленовець, Ярослав Бургр, Йозеф Чтиршокий, Йозеф Коштялек, Ярослав Боучек, Еріх Србек, Вацлав Грушка, Фердинанд Фацінек, Раймон Брен, Олдржих Неєдлий, Геза Калочаї, тренер: Франтішек Седлачек |                   |            |                           |                                                                    |  |

### Матчі-відповіді
| 23 червня 1934 | Спарта (Прага) | 1:2        | Хунгарія          | Прага                                                 |  |
| | Неєдлий 71'    | (протокол) | Дудаш 38' Чех 87' | Стадіон: Летна Глядачі: 22 000 Суддя: Камілло Кайроні |  |
| Спарта: Рудольф Франц, Ярослав Бургр, Йозеф Чтиршокий, Йозеф Коштялек, Ярослав Боучек, Еріх Србек, Вацлав Грушка, Богуслав Комберец, Фердинанд Фацінек, Олдржих Неєдлий, Геза Калочаї, тренер: Франтішек Седлачек Хунгарія: Анталь Сабо, Дьюла Манді, Карой Кіш, Імре Егрі, Йожеф Турай, Густав Шебеш, Ласло Феньвеші, Іштван Кардош, Ласло Чех, Янош Дудаш, Паль Тіткош |                |            |                   |                                                       |  |

| 23 червня 1934 | Флорідсдорфер | 1:2        | Ференцварош          | Відень                                        |  |
| 18:00 CET | Ганке 50'     | (протокол) | Лазар 70' Шароші 85' | Стадіон: Гоге Варте Глядачі: 800 Суддя: Мацке |  |
| Флорідсдорфер: Карл Шарль, Йозеф Бернард, Рудольф Шлауф, Йоганн Мюллер, Йоганн Гоффманн, Франц Радакович, Йоганн Вайс, Франц Хлоупек, Йозеф Ганке, Йоганн Досталь, Карл Лангер, тренер: Карл Їсда Ференцварош: Йожеф Хада, Нандор Бан, Лайош Кораньї, Анталь Ліка, Янош Море, Дьюла Лазар, Карой Раткаї, Дьюла Польгар, Дьордь Шароші, Геза Тольді, Тібор Кемень, тренер: Золтан Блум |               |            |                      |                                               |  |

| 24 червня 1934 | Уйпешт                     | 2:1        | Аустрія (Відень) | Будапешт                                                    |  |
| | Сабо 16' (пен.) Пустаї 85' | (протокол) | Шпехтль 42'      | Стадіон: «Медьєрі ут» Глядачі: 15 000 Суддя: Августин Крист |  |
| Уйпешт: Дьордь Горі, Дьюла Футо, Ласло Штернберг, Ференц Боршаньї, Дьордь Сюч, Анталь Салаї, Іштван Тамашші, Ференц Пустаї, Паль Явор, Геза Кочиш, Габор Сабо, тренер Іштван Тот Аустрія: Вільгельм Мюлльнер, Вільгельм Людвіг, Ернст Кайт, Маттіас Наємнік, Ганс Мок, Вальтер Науш, Йозеф Штро, Маттіас Сінделар, Віктор Шпехтль, Камілло Єрусалем, Карл Галль, тренер: Йозеф Блум |                            |            |                  |                                                             |  |

| 1/8 24 червня 1934 | Тепліцер | 0:1        | Ювентус         | Тепліце                                                         |  |
| 18:20 CET |          | (протокол) | Дж. Варльєн 15' | Стадіон: Ейхвальденштрассе Глядачі: 12 000 Суддя: Алоїз Беранек |  |
| Тепліцер: Честмір Патцель, Генріх Шепке, Вільгельм Нагловський, Віллі Мізера, Мартін Ватцата, Ервін Ковач, Карл Габерштро, Єне Рот, Томаш Порубський (к), Йозеф Мілльнер, Рудольф Цозель Ювентус: Джанп'єро Комбі (к), Вірджиніо Розетта, Умберто Калігаріс, Маріо Варльєн, Луїс Монті, Луїджі Бертоліні, Джованні Варльєн, Ренато Чезаріні, Феліче Борель, Джованні Феррарі, Раймундо Орсі, тренер Карло Каркано |          |            |                 |                                                                 |  |

| 24 червня 1934 | Амброзіана-Інтер | 2:3        | Кладно                            | Мілан                                                   |  |
| | Меацца 10' 48'   | (протокол) | Бубенічек 41' (пен.) Клоз 54' 84' | Стадіон: Арена Чівіка Глядачі: 20 000 Суддя: Адольф Міс |  |
| Амброзіана-Інтер: Карло Черезолі, Паоло Агостео, Луїджі Аллеманді, Альфредо Пітто, Джованні Баттістоні, Фелікс Демарія, Франсиско Фріоне, Аттіліо Демарія, Джузеппе Меацца, Альфредо Маццоні, Еліджо Веккі, тренер Дьюла Фельдманн Кладно: Їржі Тихий, Франтішек Неєдлий, Еміль Габр, Вацлав Боушка, Карел Краус, Антонін Черний, Франтішек Клоз, Мирослав Прогазка, Франтішек Бубенічек, Йозеф Юнек, Карел Громадка, тренер Йозеф Плетиха |                  |            |                                   |                                                         |  |

| 24 червня 1934 | Бочкаї (Дебрецен)    | 2:1        | Болонья       | Дебрецен                                              |  |
| | Гевеші 18' Вінце 66' | (протокол) | Регуццоні 49' | Стадіон: Надьєрдеї Глядачі: 12 000 Суддя: Ойген Браун |  |
| Бочкаї: Дьюла Альберті, Йожеф Ваго, Йожеф Янжо, Іштван Палоташ, Ференц Одрі, Золтан Санізло, Імре Маркош, Єне Вінце, Паль Телекі, Іштван Доце, Шандор Гевеші, тренер Бела Яношші Болонья: Маріо Джанні, Еральдо Мондзельйо, Феліче Гаспері, Маріо Монтесанто, Франческо Окк'юцці, Гастоне Мартеллі, Бруно Маїні, Джордано Корсі, Анджело Ск'явіо, Франсиско Федулло, Карло Регуццоні, тренер Лайош Ковач |                      |            |               |                                                       |  |

| 24 червня 1934 | Наполі                        | 2:2        | Адміра (Відень)        | Неаполь                                                       |  |
| 17:00 CET | Саллустро 17' Вояк 56' (пен.) | (протокол) | Ганеманн 69' Фогль 75' | Стадіон: Джорджо Аскареллі Глядачі: 12 000 Суддя: Ференц Клуг |  |
| Наполі: Джузеппе Каванна, Джованні Вінченці, Луїджі Кастелло, Маджоріно Монджеро, Енріко Коломбарі, Енріко Рівольта, Умберто Візентін, Антоніо Вояк, Аттіла Саллустро, Джино Россетті, П'єтро Ферраріс, тренер Вільям Гарбатт Адміра: Петер Пляцер, Роберт Павлічек, Антон Янда, Йозеф Міршицка, Карл Гуменбергер, Йоганн Урбанек, Ігнац Зігль, Вільгельм Ганеманн, Карл Штойбер, Карл Дурспект, Адольф Фогль, тренер: Йоганн Сколаут |                               |            |                        |                                                               |  |

| 24 червня 1934 | Рапід (Відень) | 1:1        | Славія (Прага) | Відень                                                       |  |
| 18:00 CET | Біндер 10'     | (протокол) | Брадач 73'     | Стадіон: Рапід-Плац Глядачі: 16 000 Суддя: Ференц Майорський |  |
| Рапід: Рудольф Рафтль, Карл Єстраб, Леопольд Цейка, Франц Вагнер, Йозеф Смістик, Ганс Пессер, Йоганн Остерманн, Карл Гохрайтер, Йозеф Біцан, Франц Біндер, Алоїз Оренбергер, тренер: Едуард Бауер Славія: Франтішек Планічка, Антонін Пех, Адольф Фіала, Яромір Скала, Адольф Шимперський, Рудольф Крчіл, Франтішек Юнек, Войтех Брадач, Франтішек Свобода, Їржі Соботка, Антонін Пуч, тренер Кальман Конрад |                |            |                |                                                              |  |

| 11 липня 1934 | Спарта (Прага)                    | 2:1        | Хунгарія            | Прага                                               |  |
| | Калочаї 68' Србек 85' Неедлий 89' | (протокол) | Дудаш 80' Манді 89' | Стадіон: Летна Глядачі: 15 000 Суддя: Алоїз Беранек |  |
| Спарта: Богумил Кленовець, Йозеф Коштялек, Ярослав Бургр, Йозеф Седлачек, Ярослав Боучек, Еріх Србек, Вацлав Грушка, Фердинанд Фацінек, Раймон Брен, Олдржих Неєдлий, Геза Калочаї, тренер: Франтішек Седлачек Хунгарія: Анталь Сабо, Дьюла Манді, Шандор Біро, Янош Сабо, Густав Шебеш, Карой Кіш, Ласло Феньвеші, Ласло Чех, Йожеф Турай, Янош Дудаш, Паль Тіткош, тренер: Імре Шенкей |                                   |            |                     |                                                     |  |

### Перегравання
| 26 червня 1934 | Спарта (Прага)                                | 5:2        | Хунгарія             | Прага                                                   |  |
| | Грушка 9' Фацінек 23' 86' Брен 31' (пен.) 76' | (протокол) | Сабо 2' Феньвеші 15' | Стадіон: Летна Глядачі: 13 000 Суддя: Ганс Франкенштайн |  |
| Спарта: Богумил Кленовець, Ярослав Бургр, Йозеф Чтиршокий, Йозеф Коштялек, Ярослав Боучек, Еріх Србек, Вацлав Грушка, Фердинанд Фацінек, Раймон Брен, Олдржих Неєдлий, Геза Калочаї, тренер: Франтішек Седлачек Хунгарія: Анталь Сабо, Дьюла Манді, Карой Кіш, Імре Егрі, Йожеф Турай, Густав Шебеш, Ласло Феньвеші, Іштван Кардош, Ласло Чех, Янош Дудаш, Геза Сабо, тренер: Імре Шенкей |                                               |            |                      |                                                         |  |

| 1 липня 1934 | Адміра (Відень)                                                        | 5:0        | Наполі | Цюрих                                                   |  |
| 17:00 CET | Фогль 1' Ганеманн 50' Павлічек 54' (пен.) Дурспект 62' Гуменбергер 77' | (протокол) |        | Стадіон: «Летцигрунд» Глядачі: 9 000 Суддя: Ганс Вютріх |  |
| Адміра: Петер Пляцер, Роберт Павлічек, Антон Янда, Йозеф Міршицка, Карл Гуменбергер, Йоганн Урбанек, Ігнац Зігль, Карл Дурспект, Карл Штойбер, Вільгельм Ганеманн, Адольф Фогль, тренер: Йоганн Сколаут Наполі: Джузеппе Каванна, Джованні Вінченці, Луїджі Кастелло, Маджоріно Монджеро, Енріко Коломбарі, Енріко Рівольта, Умберто Візентін, Антоніо Вояк, Аттіла Саллустро, Джино Россетті, П'єтро Ферраріс, тренер Вільям Гарбатт |                                                                        |            |        |                                                         |  |

| 15 липня 1934 | Спарта (Прага) | 1:1        | Хунгарія | Відень                                                          |  |
| | Коштялек 27'   | (протокол) | Чех 52'  | Стадіон: Пратерштадион Глядачі: 12 000 Суддя: Ганс Франкенштайн |  |
| Спарта: Богумил Кленовець, Ярослав Бургр, Йозеф Чтиршокий, Йозеф Седлачек, Ярослав Боучек, Еріх Србек, Вацлав Грушка, Йозеф Коштялек, Раймон Брен, Фердинанд Фацінек, Геза Калочаї, тренер: Франтішек Седлачек Хунгарія: Анталь Сабо, Карой Кіш, Шандор Біро, Янош Сабо, Густав Шебеш, Янош Дудаш, Ласло Феньвеші, Іштван Кардош, Ласло Чех, Йожеф Турай, Паль Тіткош, тренер Імре Шенкей |                |            |          |                                                                 |  |

## Чвертьфінали
| Команда 1       | Заг. | Команда 2      | 1-й матч | 2-й матч |
| --------------- | ---- | -------------- | -------- | -------- |
| Ференцварош     | 7:4  | Кладно         | 6:0      | 1:4      |
| Уйпешт          | 2:4  | Ювентус        | 1:3      | 1:1      |
| Болонья         | 7:5  | Рапід (Відень) | 6:1      | 1:4      |
| Адміра (Відень) | 6:3  | Спарта (Прага) | 4:0      | 2:3      |

### Перші матчі
| 30 червня 1934 | Ференцварош                                                      | 6:0        | Кладно | Будапешт                                                 |  |
| | Шароші 5' 29' (пен.) 58' (пен.) Тольді 9' Польгар 71' Кемень 81' | (протокол) |        | Стадіон: Іллеї ут Глядачі: 15 000 Суддя: Камілло Кайроні |  |
| Ференцварош: Йожеф Хада, Нандор Бан, Лайош Кораньї, Анталь Ліка, Янош Море, Дьюла Лазар, Карой Раткаї, Дьюла Польгар, Дьордь Шароші, Геза Тольді, Тібор Кемень, тренер: Золтан Блум Кладно: Карел Тихий, Франтішек Неєдлий, Еміль Габр, Вацлав Боушка, Карел Краус, Антонін Черний, Франтішек Клоз, Франтішек Бубенічек, Мирослав Прохазка, Йозеф Юнек, Карел Громадка, тренер Йозеф Плетиха |                                                                  |            |        |                                                          |  |

| 1/4 1 липня 1934 | Уйпешт   | 1:3        | Ювентус                    | Будапешт                                                     |  |
| 18:00 CET | Сабо 44' | (протокол) | Феррарі 15' Борель 74' 78' | Стадіон: «Медьєрі ут» Глядачі: 18 000 Суддя: Богумил Женишек |  |
| Уйпешт: Дьордь Горі, Дьюла Футо, Ласло Штернберг, Дьюла Шереш, Дьордь Сюч, Анталь Салаї, Іштван Тамашші, Ференц Пустаї, Геза Кочиш, Габор Кішш, Габор Сабо (к), тренер Іштван Тот Ювентус: Джанп'єро Комбі (к), Вірджиніо Розетта, Умберто Калігаріс, Маріо Варльєн, Луїс Монті, Ренато Чезаріні, Джованні Варльєн, П'єтро Серантоні, Феліче Борель, Джованні Феррарі, Раймундо Орсі, тренер Карло Каркано |          |            |                            |                                                              |  |

| 1 липня 1934 | Болонья                                                     | 6:1        | Рапід (Відень)    | Болонья                                               |  |
| | Пераццоло 20' Ск'явіо 35' 78' Регуццоні 50' 87' Фйоріні 57' | (протокол) | Біндер 38' (пен.) | Стадіон: Літторале Глядачі: 18 000 Суддя: Ференц Клуг |  |
| Болонья: Маріо Джанні, Діно Фйоріні, Феліче Гаспері, Маріо Монтесанто, Альдо Донаті, Джордано Корсі, Бруно Маїні, Маріо Пераццоло, Анджело Ск'явіо, Франсиско Федулло, Карло Регуццоні, тренер Лайош Ковач Рапід: Рудольф Рафтль, Карл Єстраб, Леопольд Цейка, Франц Вагнер, Йозеф Смістик, Ганс Пессер, Йоганн Остерманн, Карл Гохрайтер, Йозеф Біцан, Франц Біндер, Алоїз Оренбергер, тренер Едуард Бауер |                                                             |            |                   |                                                       |  |

| 18 липня 1934 | Адміра (Відень)                        | 4:0        | Спарта (Прага) | Відень                                                      |  |
| 18:00 CET | Штойбер 34' 43' Ганеманн 40' Фогль 68' | (протокол) |                | Стадіон: Пратерштадіон Глядачі: 20 000 Суддя: Міхай Іванчич |  |
| Адміра: Петер Пляцер, Роберт Павлічек, Антон Янда, Йоганн Урбанек, Карл Гуменбергер, Йозеф Міршицка, Ігнац Зігль, Карл Дурспект, Карл Штойбер, Вільгельм Ганеманн, Адольф Фогль, тренер Йоганн Сколаут Спарта: Богумил Кленовець, Ярослав Бургр, Йозеф Чтиржокий, Йозеф Коштялек, Ярослав Боучек, Еріх Србек, Франтішек Пельцнер, Вацлав Грушка, Олдржих Неєдлий, Олдржих Заїчек, Геза Калочаї, тренер: Франтішек Седлачек |                                        |            |                |                                                             |  |

### Матчі-відповіді
| 8 липня 1934 | Кладно                                      | 4:1        | Ференцварош | Кладно                                                           |  |
| | Прохазка 46' 88' Бубенічек 53' Громадка 62' | (протокол) | Тольді 82'  | Стадіон: «Стадіон Кладно» Глядачі: 4000 Суддя: Раффаеле Скорцоні |  |
| Кладно: Карел Тихий, Франтішек Неєдлий, Еміль Габр, Вацлав Боушка, Карел Краус, Алоис Швец, Франтішек Клоз, Франтішек Бубенічек, Мирослав Прогазка, Йозеф Юнек, Карел Громадка, тренер Йозеф Плетиха Ференцварош: Йожеф Хада, Нандор Бан, Лайош Кораньї, Анталь Ліка, Янош Море, Дьюла Лазар, Карой Раткаї, Дьюла Польгар, Бела Секей, Геза Тольді, Тібор Кемень, тренер Золтан Блум |                                             |            |             |                                                                  |  |

| 1/4 8 липня 1934 | Ювентус    | 1:1        | Уйпешт   | Турин                                                       |  |
| 17:00 CET | Борель 53' | (протокол) | Кочиш 3' | Стадіон: Беніто Муссоліні Глядачі: 12 000 Суддя: Адольф Міс |  |
| Ювентус: Джанп'єро Комбі (к), Вірджиніо Розетта, Умберто Калігаріс, Маріо Варльєн, Луїс Монті, Луїджі Бертоліні, Педро Сернаджотто, П'єтро Серантоні, Феліче Борель, Джованні Феррарі, Раймундо Орсі, тренер Карло Каркано Уйпешт: Дьордь Горі, Дьюла Футо, Ласло Штернберг, Дьюла Шереш, Дьордь Сюч, Анталь Салаї, Іштван Тамашші, Ференц Пустаї, Паль Явор, Геза Кочиш, Габор Сабо (к), тренер Іштван Тот |            |            |          |                                                             |  |

| 8 липня 1934 | Рапід (Відень)                      | 4:1        | Болонья                      | Відень                                                        |  |
| 18:00 CET | Біндер 1' 71' (пен.) 74' 80' (пен.) | (протокол) | Регуццоні 41' Мондзельйо 65' | Стадіон: Пратерштадион Глядачі: 20 000 Суддя: Богумил Женишек |  |
| Рапід: Рудольф Рафтль, Карл Єстраб, Леопольд Цейка, Франц Вагнер, Йозеф Смістик, Йоганн Луеф, Йоганн Остерманн, Франц Фахет, Маттіас Кабурек, Франц Біндер, Ганс Пессер, тренер Едуард Бауер Болонья: Маріо Джанні, Еральдо Мондзельйо, Феліче Гаспері, Маріо Монтесанто, Альдо Донаті, Джордано Корсі, Діно Фйоріні, Маріо Пераццоло, Бруно Маїні, Франсиско Федулло, Карло Регуццоні, тренер Лайош Ковач - На 14-й хвилині Франц Біндер не забив пенальті (парирував Маріо Джанні) |                                     |            |                              |                                                               |  |

| 22 липня 1934 | Спарта (Прага)              | 3:2        | Адміра (Відень)  | Прага                                                    |  |
| 18:00 CET | Седлачек 59' 63' Заїчек 86' | (протокол) | Дурспект 14' 40' | Стадіон: Летна Глядачі: 14 000 Суддя: Ріналдо Барлассіна |  |
| Спарта: Богумил Кленовець, Ярослав Бургр, Йозеф Чтиршокий, Йозеф Седлачек, Ярослав Боучек, Еріх Србек, Вацлав Грушка, Йозеф Коштялек, Раймон Брен, Олдржих Неєдлий, Олдржих Заїчек, тренер: Франтішек Седлачек Адміра: Петер Пляцер, Роберт Павлічек, Антон Янда, Йоганн Урбанек, Карл Гуменбергер, Йозеф Міршицка, Ігнац Зігль, Карл Дурспект, Карл Штойбер, Вільгельм Ганеманн, Адольф Фогль, тренер Йоганн Сколаут |                             |            |                  |                                                          |  |

## Півфінали
| Команда 1       | Заг. | Команда 2 | 1-й матч | 2-й матч |
| --------------- | ---- | --------- | -------- | -------- |
| Ференцварош     | 2:6  | Болонья   | 1:1      | 1:5      |
| Адміра (Відень) | 4:3  | Ювентус   | 3:1      | 1:2      |

### Перші матчі
| 15 липня 1934 | Ференцварош | 1:1        | Болонья   | Будапешт                                             |  |
| | Тольді 9'   | (протокол) | Маїні 12' | Стадіон: Іллеї ут Глядачі: 19 000 Суддя: Ойген Браун |  |
| Ференцварош: Йожеф Хада, Нандор Бан, Лайош Кораньї, Анталь Ліка, Янош Море, Дьюла Лазар, Міхай Танкош, Дьюла Польгар, Дьордь Шароші, Геза Тольді, Шандор Барна, тренер Золтан Блум Болонья: Маріо Джанні, Діно Фйоріні, Феліче Гаспері, Маріо Монтесанто, Альдо Донаті , Джордано Корсі, Бруно Маїні, Маріо Пераццоло, Анджело Ск'явіо, Франсиско Федулло, Карло Регуццоні, тренер Лайош Ковач - На 33-й хвилині Анджело Ск'явіо не забив пенальті (парирував Йожеф Хада) |             |            |           |                                                      |  |

| 1/2 25 липня 1934 | Адміра (Відень)                               | 3:1        | Ювентус  | Відень                                                    |  |
| 18:00 CET | Адольф Фогль 13' Гуменбергер 47' Ганеманн 48' | (протокол) | Орсі 85' | Стадіон: Пратерштадіон Глядачі: 16 000 Суддя: Ференц Клуг |  |
| Адміра: Петер Пляцер, Роберт Павлічек, Антон Янда, Йоганн Урбанек, Карл Гуменбергер, Йозеф Міршицка, Ігнац Зігль (к), Карл Дурспект, Карл Штойбер, Вільгельм Ганеманн, Адольф Фогль, тренер Йоганн Сколаут Ювентус: Джанп'єро Комбі (к), Дуїліо Сантагостіно, Умберто Калігаріс, Ренато Чезаріні, Маріо Варльєн, Луїджі Бертоліні, Джованні Варльєн, П'єтро Серантоні, Феліче Борель, Джованні Феррарі, Раймундо Орсі, тренер Карло Каркано - на 81-й хвилині Фогль не забив пенальті — відбив воротар Комбі |                                               |            |          |                                                           |  |

### Матчі-відповіді
| 22 липня 1934 | Болонья                                              | 5:1        | Ференцварош | Болонья                                                  |  |
| | Пераццоло 5' Маїні 30' Ск'явіо 47' 50' Регуццоні 66' | (протокол) | Шароші 6'   | Стадіон: Літторале Глядачі: 23 000 Суддя: Августин Крист |  |
| Болонья: Маріо Джанні, Еральдо Мондзельйо, Феліче Гаспері, Маріо Монтесанто, Альдо Донаті , Джордано Корсі, Бруно Маїні, Маріо Пераццоло, Анджело Ск'явіо, Франсиско Федулло, Карло Регуццоні, тренер Лайош Ковач Ференцварош: Йожеф Хада, Нандор Бан, Лайош Кораньї, Анталь Ліка, Янош Море, Дьюла Лазар, Міхай Танкош, Дьюла Польгар, Дьордь Шароші, Геза Тольді, Тібор Кемень, тренер Лайош Ковач |                                                      |            |             |                                                          |  |

| 1/2 29 липня 1934 | Ювентус             | 2:1        | Адміра (Відень) | Генуя                                                       |  |
| 16:30 CET | Борель 20' Орсі 32' | (протокол) | Фогль 43'       | Стадіон: Дель Літторіо Глядачі: 16 000 Суддя: Міхай Іванчич |  |
| Ювентус: Джанп'єро Комбі (к), Дуїліо Сантагостіно, Умберто Калігаріс, Луїджі Бертоліні, Луїс Монті, Маріо Варльєн, Джованні Варльєн, П'єтро Серантоні, Феліче Борель, Джованні Феррарі, Раймундо Орсі, тренер Карло Каркано Адміра: Петер Пляцер, Роберт Павлічек, Антон Янда, Йоганн Урбанек, Карл Гуменбергер, Йозеф Міршицка, Ігнац Зігль (к), Карл Дурспект, Карл Штойбер, Вільгельм Ганеманн, Адольф Фогль, тренер Йоганн Сколаут |                     |            |                 |                                                             |  |

## Фінал
| Команда 1       | Заг. | Команда 2 | 1-й матч | 2-й матч |
| --------------- | ---- | --------- | -------- | -------- |
| Адміра (Відень) | 4:7  | Болонья   | 3:2      | 1:5      |

### Перший матч
| 5 вересня 1934 |

| Адміра (Відень)                                   | 3 — 2      | Болонья                             |
| ------------------------------------------------- | ---------- | ----------------------------------- |
| Карл Штойбер 55' Адольф Фогль 56' Антон Шалль 59' | (протокол) | 7' Альдо Співак 25' Карло Регуццоні |

| Пратерштадіон, Відень Глядачів: 50 000 Арбітр: Вільям Волтер Волден |

|                              |    |                    |  |
|                              |    |                    |  |
| ВР                           | 1  | Петер Пляцер       |  |
| ЗХ                           | 2  | Роберт Павлічек    |  |
| ЗХ                           | 3  | Антон Янда         |  |
| ПЗ                           | 4  | Йоганн Урбанек     |  |
| ПЗ                           | 5  | Карл Гуменбергер   |  |
| ПЗ                           | 6  | Йозеф Міршицка     |  |
| НП                           | 7  | Ігнац Зігль        |  |
| НП                           | 8  | Вільгельм Ганеманн |  |
| НП                           | 9  | Карл Штойбер       |  |
| НП                           | 10 | Антон Шалль        |  |
| НП                           | 11 | Адольф Фогль       |  |
| Тренери:                     |    |                    |  |
| Ганс Козоурек Йоганн Сколаут |    |                    |  |

|             |    |                    |  |
|             |    |                    |  |
| ВР          | 1  | Маріо Джанні       |  |
| ЗХ          | 2  | Еральдо Мондзельйо |  |
| ЗХ          | 3  | Феліче Гаспері     |  |
| ПЗ          | 4  | Маріо Монтесанто   |  |
| ПЗ          | 5  | Альдо Донаті       |  |
| ПЗ          | 6  | Джордано Корсі     |  |
| НП          | 7  | Бруно Маїні        |  |
| НП          | 8  | Рафаель Сансоне    |  |
| НП          | 9  | Альдо Співак       |  |
| НП          | 10 | Франсиско Федулло  |  |
| НП          | 11 | Карло Регуццоні    |  |
| Тренер:     |    |                    |  |
| Лайош Ковач |    |                    |  |

- На 53-й хвилині Карл Гуменбергер не забив пенальті (парирував Маріо Джанні)

### Матч-відповідь
| 9 вересня 1934 |

| Болонья                                                           | 5 — 1      | Адміра (Відень)         |
| ----------------------------------------------------------------- | ---------- | ----------------------- |
| Бруно Маїні 22' Карло Регуццоні 34' 39' 87' Франсиско Федулло 44' | (протокол) | 32' (пен.) Адольф Фогль |

| Літторале, Болонья Глядачів: 25 000 Арбітр: Артур Джеймс Джуелл |

|             |    |                    |  |
|             |    |                    |  |
| ВР          | 1  | Маріо Джанні       |  |
| ЗХ          | 2  | Еральдо Мондзельйо |  |
| ЗХ          | 3  | Феліче Гаспері     |  |
| ПЗ          | 4  | Маріо Монтесанто   |  |
| ПЗ          | 5  | Альдо Донаті       |  |
| ПЗ          | 6  | Джордано Корсі     |  |
| НП          | 7  | Бруно Маїні        |  |
| НП          | 8  | Рафаель Сансоне    |  |
| НП          | 9  | Анджело Ск'явіо    |  |
| НП          | 10 | Франсиско Федулло  |  |
| НП          | 11 | Карло Регуццоні    |  |
| Тренер:     |    |                    |  |
| Лайош Ковач |    |                    |  |

|                              |    |                    |  |
|                              |    |                    |  |
| ВР                           | 1  | Петер Пляцер       |  |
| ЗХ                           | 2  | Роберт Павлічек    |  |
| ЗХ                           | 3  | Антон Янда         |  |
| ПЗ                           | 4  | Йоганн Урбанек     |  |
| ПЗ                           | 5  | Карл Гуменбергер   |  |
| ПЗ                           | 6  | Йозеф Міршицка     |  |
| НП                           | 7  | Леопольд Фогль     |  |
| НП                           | 8  | Карл Дурспект      |  |
| НП                           | 9  | Карл Штойбер       |  |
| НП                           | 10 | Вільгельм Ганеманн |  |
| НП                           | 11 | Адольф Фогль       |  |
| Тренери:                     |    |                    |  |
| Ганс Козоурек Йоганн Сколаут |    |                    |  |

## Чемпіони
| «Болонья»: Воротар: Маріо Джанні (8). Захисники: Феліче Гаспері (8), Еральдо Мондзельйо (6), Діно Фйоріні (3,1). Півзахисники: Джордано Корсі (8), Маріо Монтесанто (7), Альдо Донаті (7), Гастоне Мартеллі (2), Франческо Окк'юцці (2). Нападники: Бруно Маїні (8.3), Франсиско Федулло (8,1), Карло Регуццоні (8,10), Анджело Ск'явіо (6,5), Маріо Пераццоло (4,2), Рафаель Сансоне (2), Альдо Співак (1,1). Тренер: Лайош Ковач. |

## Найкращі бомбардири
| №  | Гравець             | Команда          | Голи |
| -- | ------------------- | ---------------- | ---- |
| 1  | Карло Регуццоні     | Болонья          | 10   |
| 2  | Дьордь Шароші       | Ференцварош      | 7    |
| =  | Адольф Фогль        | Адміра (Відень)  | 7    |
| 4  | Франц Біндер        | Рапід (Відень)   | 6    |
| 5  | Феліче Борель       | Ювентус          | 5    |
| =  | Фердинанд Фацінек   | Спарта (Прага)   | 5    |
| =  | Анджело Ск'явіо     | Болонья          | 5    |
| 8  | Геза Тольді         | Ференцварош      | 4    |
| =  | Вільгельм Ганеманн  | Адміра (Відень)  | 4    |
| =  | Янош Дудаш          | Хунгарія         | 4    |
| 11 | Джузеппе Меацца     | Амброзіана-Інтер | 3    |
| =  | Франтішек Бубенічек | Кладно           | 3    |
| =  | Габор Сабо          | Уйпешт           | 3    |
| =  | Ласло Чех           | Хунгарія         | 3    |
| =  | Дьюла Польгар       | Ференцварош      | 3    |
| =  | Раймон Брен         | Спарта (Прага)   | 3    |
| =  | Карл Дурспект       | Адміра (Відень)  | 3    |
| =  | Бруно Маїні         | Болонья          | 3    |
| =  | Карл Штойбер        | Адміра (Відень)  | 3    |